# Vojaška psihologija
Vojaška psihologija je veja psihologije, ki se ukvarja z delovanjem človeka v vojaškem sistemu ter v vojni situaciji, vojaških operacijah. Vojaška psihologija uporablja psihološke teorije v vsakdanji vojaški praksi, za potrebe priprave posameznika na uspešno funkcioniranje v stresnem okolju in vzdrževanje mentalnega zdravja, prav tako pa se lahko spoznanja psihologije v vojaške namene uporablja proti sovražnim silam. Vojaška psihologija skuša doseči čim večjo usposobljenost in bojno pripravljenost. Vojaško psihologijo sestavljajo klinična  psihologija, svetovanje, eksperimentalna, humanistična in organizacijska psihologije ter druge veje psihologije.

## Nastanek in razvoj vojaške psihologije
Že Sun Cu v svoji Umetnosti vojne piše o psiholoških prijemih in učinkih na sovražnika. Razvoj vojaške psihologije pa bi lahko opredelili po posameznih obdobjih, pri tem pa bi posebej omenili prvo in drugo svetovno vojno. 

### Med prvo svetovno vojno
Vojaška psihologija se je razvila v Veliki Britaniji med prvo svetovno vojno, pri tem pa se je še bolj razvijala, ko so britanski admirali v delo vključili psihologe, ki so se ukvarjali predvsem s slušnimi predstavami. Tako so v trupe britanskih ladij postavili vojake, ki so bili izurjeni za prisluhe, saj so lahko tako zaznali šume podmornic in smeri njihovega gibanja.
Razvoj vojaške psihologije se je nadaljeval s tem, ko so v vojno leta 1917 vstopile ZDA in ugotovile, da za zmago ne bojo dovolj samo tanki, topovi in granate, ampak da je najbolj pomemben človek, ki upravlja ta množičen orožarski potencial. Psihologe so zaposlili v vojni, predvsem z namenom, da svetujejo o delovanju človeške psihe v vojni in odnosu do drugih ljudi ter tehnikah.
Ameriška znanstvena vojaška psihologija se je torej razvijala predvsem med prvo svetovno vojno pod vplivom francoskega psihologa Alfreda Bineta. Ker so ZDA napovedale vojno Nemčiji (1917), je bilo potrebno zelo hitro izuriti večmiljonsko vojsko. Psihologi so pri tem pomagali predvsem na področju selekcije in klasifikacije nabornikov, ukvarjali pa so se tudi z vojaškim urjenjem in disciplino, moralo ter vojaško propagando, pomagali pa so tudi pri izbiri častniškega kadra ter razvrščanju nabornikov po različnih rodovih, službah.
Kot enega izmed prvih vojaških psihologov bi lahko označili W. Mc. Dougalla, ki je preučeval vojne nevroze pri svojih vojakih. Drugi pomembni in dejavni med prvo svetovno vojno, pa so tudi Edwin G. Boring, James McKeen Cattell, G. Stanley Hall, Edward L. Thorndike, John B. Watson in drugi. 
Če povzamemo je torej prva svetovna vojna za vojaško psihologijo pomenila predvsem uvedbo prvih namenskih, vojaških psiholoških testov za milijone nabornikov. 

### Med drugo svetovno vojno
Med obema svetovnima vojnama je vojaška psihologija stagnirala in se je kot znanost docela razvila šele v drugi svetovni vojni. Psihologi na tem področju so izdelali splošen klasifikacijski test (AGCT), s katerim so preučevali splošne in posebne sposobnosti nabornikov. Opravljali so raziskave na področju značaja vojakov, stališč in interesov, vedenja v boju, vojaškega vodenja, vpliv preteklih izkušenj na vojaško službo, delo v skupini, motivacija, razmere, v katerih vojaki delajo in tako naprej. Po drugi svetovni vojni v ospredje stopijo tudi klinični vidiki, npr. zdravljenje posttravmatske stresne motnje. Velika Britanja je predvsem razvijala vojaško psihologijo v smeri letalstva in mornarice, Sovjetska zveza se je osredotočila na raziskovanje opazovanja in kamuflaže, razvoj vojaške psihologije pa lahko zasledimo tudi pri Francozih in Japoncih.

## Področja raziskovanja
Vojaška psihologija raziskuje mnoga psihološka področja, katera uporablja za namene razumevanja delovanja oz. vedenja vojaških enot, prav tako pa je za vojaško psihologijo pomembno razumevanje vedenja civilnega prebivalstva, ki je zelo pogosto neizogiben element vojaških operacij. Z uporabo psihologije poskušamo odpravljati neželeno, ogrožajoče ali potencialno nevarno vedenje, ki bi lahko škodilo vojaškemu osebju in vojaškim operacijam.
Področje vojaške psihologije lahko razčlenimo na več podzvrsti:
- Operativna psihologija - se ukvarja z urjenjem veščin poveljevanja, sprejemanja odločitev, psihološkem profiliranju kadrov, psihološkimi prijemi pri zasliševanju, izbiri kadra za posebne naloge, ipd.
- Psihologija taktike - z močnim poudarkom na procesih, ki se odvijajo med samim spopadom oz. stikom s sovražnimi enotami (vključujejo tudi zgodovinske analize), raziskuje tehnike, kako vplivati na oz. oslabiti sovražnikovo moralo.
- Zdravstvena psihologija, psihologija organizacije dela – vključuje preventivne in kurativne dejavnosti za vojakovo mentalno zdravje, nudi pomoč vojaškim družinam, opravlja selekcijo vojaških kandidatov, ipd.[5]

## Področja dela vojaškega psihologa v Slovenski vojski
V Slovenski vojski se psihologi udejstvujejo na treh področjih: organizacijsko-kadrovskem, kliničnem, ter pedagoškem. Za opravljanje poklica psihologa v Slovenski vojski mora psiholog najprej pridobiti naziv častnika, tj. da opravi častniško šolo, ki je oblika internega izobraževanja po 7. stopnji izobrazbe. V okviru častniške šole pridobi teoretična in praktična znanja, teoretična se nanašajo predvsem na področje taktike, gibanja vodov, mednarodno vojaško pravo, postrojitvena pravila, itd. Za opravljanje poklica psihologa v Slovenski vojski pa je poleg častnike šole potrebno opraviti tudi fizični preizkus.

### Organizacijsko – kadrovska veja
Organizacijsko-kadrovska veja analizira organizacijsko strukturo, skrbi za prenos psihološkega znanja na poveljniški kader, nudi pomoč pri uvajanju novo prispelih članov, anketira in profilira v interni selekciji. 
Ker so vojaki in vojaški uslužbenci zelo pogosto izpostavljeni zahtevnim vremenskih razmeram (predvsem v bojnih operacijah) kot so na primer prevelik hrup, hud mraz, delovanje na visoki nadmorski višini, poleg tega se lahko srečujejo tudi s pomanjkanjem spanca, psihologi na tem področju poskušajo vzdrževati zdravje vojakov ob hkratnem povečanju njihove dejavnosti v stresnem vojaškem okolju, tj. pripravljajo enote na delovanje v stresnih razmerah (torej pred napotitvijo na mednarodno misijo). Hkrati dajejo poudarek tudi na to, kako izboljšati človekovo izvajanje in obenem omejiti obremenitve pri delu ter vpliv akutnega stresa na vojake in druge uslužbence. Pod pripravo enot na stresne razmere spada tudi pomoč pri optimalni sestavi enot, skrb za kohezijo, priprava delavnic in tečajev za krepitev odnosov v enoti. Ker želijo vojaški psihologi predvsem povečati operativno pripravljenost enot, se pri tem osredotočajo tudi na raziskovanje modelov za spoznavno in informacijsko predelavo, razumevanje zahtev in nalog, urjenje s posebnimi postopki (npr. urjenje veščine vojskovanja ob podpori računalniške simulacije).

### Klinična veja
Vojaški klinični psihologi svoje delo opravljajo v okviru vojaške zdravstvene enote, njihovo delo pa zajema opravljanje klinično psiholoških pregledov, izdelavo psiholoških ocen delazmožnosti, vojakom nudijo pomoč v obliki svetovanja in terapije. Vsi kandidati za službovanje v Slovenski vojski so napoteni na obvezni klinično-psihološki pregled, kakor tudi vsi vojaki pred odhodom na mednarodno misijo. Klinični psihologi so pravzaprav častniki, ki vojakom omogočajo zdravstvene storitve za izboljšanje duševnega zdravja, to področje pa vključuje, kot že omenjeno, tudi svetovanje (vojakom, družinam, itd.)

### Pedagoška veja
S pedagoško psihološkim delom se slovenski vojaški psihologi ukvarjajo na nivoju različnih vojaških izobraževalnih institucij - preko predavanj za vojake rezerviste, do tečajev in seminarjev za bodoče generacije poveljnikov.

## Druge teme vojaške psihologije

### Stres
Stres bi lahko opredelili kot kakršnokoli spremembo v zunanjem ali notranjem okolju, ki je tako močna ali dolgotrajna, da obremeni prilagojevalno zmožnost organizma do njene meje in ki v določenih razmerah lahko povzroči razkroj vedenja, neprilagojenost ali slabo delovanje. Stres lahko nastopi zaradi fizičnih dražljajev, spremembe v socialnih ali psiholoških področjih življenja, itd. V vojski oziroma vojni bi lahko ločili primarne in sekundarne stresorje, pri čemer se primarni npr. nanašajo na zaznavo zunanje grožnje, nezmožnost obvladati grožnje, občutja jeze in nemoči. Sekundarni pa so tisti, ki izpraznijo osebne vire in zmanjšajo zmožnost učinkovitega obladovanja razmer. Med najpogostejšimi stresorji so tako npr. dehidracija, mraz, fizični napor, pomanjkanje komunikacije, spanja, hrane, itd. 

### Posttravmatska stresna motnja
Glede na to, da je vojaško osebje stalno izpostavljeno stresu in travmatskim dogodkom (spopadi, kjer so poškodovani ali ubiti njihovi prijatelji, spopadi, kjer sami ubijejo drugega vojaka, stalno so izpostavljeni nepredvidljivim situacijam, v katerih je njihovo življenje ogroženo, itd.) predstavlja populacijo, ki ima največje možnosti za razvoj postravmatske stresne motnje. Posttravmatska stresna motnja nastane kot zakasneli odziv na stresni dogodek ali določene obremenilne okoliščine, ki so izjemno nevarne ali katastrofične narave. Tipične poteze posttravmatske stresne motnje vključujejo epizode ponovnega oživljanja travme v obliki vsiljivih spominov, sanj ali nočnih mor. Za osebe s to vrsto motnje je značilno, da so emocionalno otopele, odtujene drugim ljudem, se ne odzivajo na okolico, hkrati pa se izogibajo dejavnostim in okoliščinam, ki jih spominjajo na travmo. Pridruženo se lahko pojavljajo tudi povečana vznemirjenost, nespeščnost, tesnoba, depresija in pogosto tudi razmišljanje o samomoru. Strokovnjaki so ugotovili, da je najbolj učinkovita terapija za zdravljenje PTSD kognitivno vedenjska terapija, katere tehnike naslavljajo pogojeni strah in kognitivna miselna izkrivljenja. V času terapije morajo pacienti (ob vodstvu psihoterapevta) v spomin priklicati travmatske dogodke, sčasoma pa pacienti začnejo doživljati nižje ravni stresa ob takšnih spominih in sčasoma tudi posttravmatska stresna motnja preide v fazo remisije. 

### Vojaška morala
Vojaška morala pomeni mentalno, čustveno in duševno stanje posameznika in se torej nanaša na počutje posameznika (ali se počuti spoštovanega, srečnega, ničvrednega, itd.). Označili bi jo lahko kot funkcijo, prav tako pa tudi kot rezultat uspeha v vojni, saj za uspeh v vojni nista dovolj samo moč vojske, število vojakov in tehnološke opremljenosti. Nekateri avtorji vojaško moralo opisujejo kot tiste psihološke sile v bojni skupini, ki ženejo njene člane v borbo ali pa zmožnost katerekoli skupine, da deluje kohezivno zaradi skupnega cilja in da nalogo opravi v katerihkoli pogojih oz. do meje lastne zmogljivosti.